# Годовский, Леопольд
Леопольд Годовский (13 февраля 1870 — 21 ноября 1938) — российский и американский пианист-виртуоз и композитор. Автор транскрипций этюдов Шопена, пьес французских клавесинистов.

## Биография и творчество

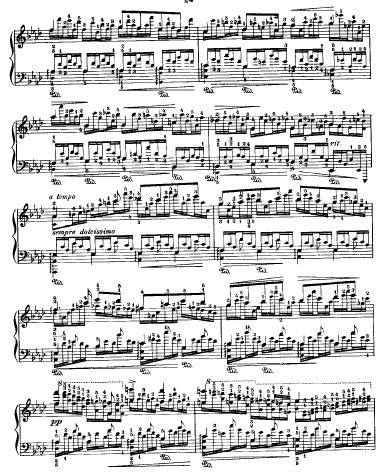
Отрывок из транскрипции этюда Шопена, показывающий сложность произведений Годовского

Леопольд Годовский родился в еврейской семье в местечке Жосли Виленской губернии (ныне Жасляй, Литва) — в 7 километрах от Кошедар. Его родители — фельдшер Мордхл Лейбович Годовский (1848—1872, уроженец Меречи) и Хана-Шейна Лейбовна Левина (1848—1918, родом из Гялвоная) — поженились за два года до его рождения в Ширвинтах. После смерти во время эпидемии холеры отца, спустя полтора года после рождения сына, мать перебралась в Вильну, поселившись у друзей. Глава дома был управляющим музыкального магазина и, заметив музыкальные способности мальчика, начал давать ему уроки игры на скрипке. В возрасте семи лет мальчиком были созданы первые композиции, а в девятилетнем возрасте он впервые предстал перед публикой Вильно, а затем совершил турне по России и Германии.
В 1884 году уехал в Берлин и успешно поступил в Высшую школу музыки, где 3 месяца учился у Вольдемара Баргиля и Эрнста Рудорфа. Дальнейшее образование получал практически самостоятельно.
Вместе с матерью Леопольд Годовский уехал в Соединённые Штаты, где первым выступлением стал концерт в Бостоне в 1884 году; затем он давал концерты с Кларой Луизой Келлог и Эммой Торсби, а затем с Овидом Мюзеном. В 1886 году он был представлен Леону Заксе (Leon Sachse; 1829—1891), также иммигранту из Литвы, владельцу сигарных магазинов на Уолл-стрит и Бродвее. Тот заинтересовался юным музыкантом настолько, что взял его полностью под опеку, забрал у матери и в июне 1886 года отплыл вместе с ним в Европу с целью устроить Годовского в Веймаре в ученики Ференца Листа. Однако ко времени их прибытия в Европу Лист умер. В Париже игра Годовского восхитила Камиля Сен-Санса, который даже имел намерение усыновить Леопольда и, как позже вспоминал Годовский, «поставил условие, чтобы я носил его имя. Но я отказался, и он был очень сердит на меня». До лета 1890 года Годовский жил в Париже.
Осенью 1890 года Годовский вернулся в Нью-Йорк; 24 апреля 1891 года он дал концерт в Карнеги-холл, за две недели до официального открытия этого впоследствии прославленного зала. А спустя несколько дней, 30 апреля 1891 года, он женился на дочери своего покровителя Фриде Заксе. Вскоре Годовский получил американское гражданство и вместе со своей женой отправился в свадебное путешествие по Европе.
В 1891 году началась его активная педагогическая деятельность пианиста: сначала в нью-йоркской Школе музыки (1891), затем в консерваториях Филадельфии (1891—1893) и Чикаго (1893—1900, по приглашению Эдуарда Макдоуэлла). В это время появились его первые опыты транскрипции: Рондо (Op.16) и Большого блестящего вальса (Op.18) Шопена, и этюда Гензельта (Op.2 № 6).

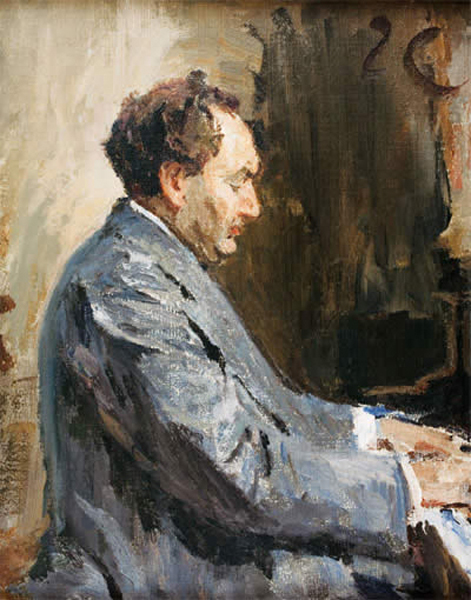
Я. Ф. Ционглинский.
Портрет Л. Годовского. 1911

В 1900 году Годовский принял решение начать европейскую карьеру; 4 июля вместе с женой и тремя старшими детьми (четвёртый родится уже в Берлине) Годовский прибыл в Европу. Вскоре, 6 декабря 1900 года, состоялся его триумфальный дебют в Бетховенском зале Берлина. Программа концерта начиналась со Второго фортепианного концерта Брамса, а после небольшого перерыва, были сыграны семь транскрипций этюдов Шопена, «Приглашение к танцу» Вебера-Таузига и Первый концерт Чайковского. Годовский вспоминал о своём успехе: «Невозможно сказать, сколько раз меня вызывали после транскрипций. Я не мог сосчитать. Такие пианисты, как Пахман, Йозеф Вейсс, Гамбург, Антон Фёрстер и вся публика вместе с ними обезумели. Они кричали как дикие звери, размахивали платками и т. п.»
В последующие годы Годовский интенсивно концертировал во всех европейских странах, включая Россию. В европейский период получило развитие композиторское творчество Годовского; была создана огромная по масштабам и пианистической сложности Соната ми минор (1911), цикл из 24 пьес «Walzermasken»; была продолжена работа над многочисленными транскрипциями.
В 1909 году Годовский возглавил Школу высшего мастерства Императорской академии музыки в Вене, где он оставался до начала Первой мировой войны. В это время у него занимались Исай Добровейн, Розина Левина и Генрих Нейгауз. С ноября 1912 по апрель 1913 Годовский совершил турне по Америке, где играл под управлением Леопольда Стоковского и сделал свою первую грамзапись на фирме Columbia.
В 1914 году Годовский поселился в нью-йоркском отеле «Плаза»; в конце 1916 года он переехал в Лос-Анджелес, в 1919 — в Сиэтл, а затем снова в Нью-Йорк в отель Ansonia. Он продолжал активно концертировать, оставаясь одним из самых высокооплачиваемых пианистов, и сочинять — к 1920 году относится цикл «Триаконтамерон», к 1927-му — масштабная Пассакалья. По окончании войны возобновил концертную деятельность в Европе, а иногда и за её пределами — так, в 1923 году состоялись гастроли Годовского в Китае и на острове Ява, где знакомство с гамеланом послужило ему основой для дальнейшей работы над сочинением Яванской сюиты. Но в 1930 году пианист перенёс инсульт и был вынужден прекратить все публичные выступления. Это, наряду с финансовыми потерями вследствие биржевого краха 1929 года, самоубийством младшего сына Гордона (Гутрама; 1906—1932) и смертью жены (1933), омрачило последние годы жизни музыканта. Он умер от рака желудка.
Старший сын Годовского, Леопольд Годовский-младший, получил музыкальное образование и играл в оркестрах на скрипке, но приобрёл известность как один из изобретателей цветной фотоплёнки Kodachrome. Из двух дочерей Годовского младшая, Дагмар Годовская (1897— 1975, Нью-Йорк), стала известной актрисой, а старшая, Ванита, вышла замуж за пианиста Дэвида Сапертона, оставившего первую запись произведений своего тестя.